# Listă de filme: O
| Listă de filme                                          | Listă de filme | Listă de filme | Listă de filme | Listă de filme | Listă de filme | Listă de filme |
| ------------------------------------------------------- | -------------- | -------------- | -------------- | -------------- | -------------- | -------------- |
| #                                                       | A              | B              | C              | D              | E              | F              |
| G                                                       | H              | I              | J · K          | L              | M              | N · O          |
| P                                                       | Q · R          | S · Ș          | T · Ț          | U · V          | W · X          | Y · Z          |
| Această infocasetă: vizualizare • discuție • modificare |                |                |                |                |                |                |

Aceasta este o listă de filme care încep cu litera O.
- Ocean's Eleven - Faceți jocurile!
- Ocean's Twelve
- Ocean's Thirteen
- 8 Femei
- Ora de vârf
- Orchestra ambulantă
- O minte sclipitoare
- Omicron
- O zi deosebită